# 超級百變金剛
《超級百變金剛》（ビーストウォーズII 超生命体トランスフォーマー，英文：Beast Wars II，II皆讀作Second）是日本葦Production(現為Production Reed)製作的《變形金剛》系列動畫。本作世界觀接續《百變金剛》，和美方的《百變金剛》第26集之後的描述互為平行世界。

## 登場人物

### 博派宇宙防衛隊/生化金剛
總司令官萊歐柯博文
配音：鄉田穗積/官志宏

身高3公尺，出力105萬馬力，萊歐柯博文的形象原本即是百變金剛系列開始進行策劃時，一開始金剛王設定的樣式之一(另外一個即是大猩猩)，不過最後金剛王的形象選擇了大猩猩，於是獅子的形象便在本作中運用。

博派宇宙防衛隊總司令官，掃描的是白獅子。
副司令阿帕契
掃描的是山魈，變身人形時胸膛兩側各有一具4乘2矩陣的飛彈彈倉。沉著冷靜，為人厚道。
游擊員袋獾小子
漫畫版譯作塔斯馬尼亞基度，掃描的是袋獾。性格衝動卻時有怕事懦弱的傾向，時常擔任搞笑役，當然夥伴需要時也有可靠的一面。
突擊員大角
掃描的是美洲野牛，勇武豪邁的莽漢型角色，忠誠而勇往直前，武器是頭頂一對可巨大化同時高速旋轉產生電氣的牛角。
守備隊員潛者
掃描青蛙。較為喜劇型的角色。
宇宙偵查員依卡德
粉紅色的巨型烏賊。

#### 百獸王部隊(Magnaboss)
萊歐二世
配音：小林由美子

Magnaboss部隊領隊。藉由安哥爾摩亞能源而生。變形後為棕褐色獅子。其玩具在美版引進時名為巡弋者(Prowl)。
音速教官/斯凱渥普
變形後為鷲。其玩具在美版引進時名為銀箭(Slivierbolt)。
醫學博士/尚特
變形後為大象。其玩具在美版引進時名為鐵皮(Ironhide)。
合體戰士/馬庫那霍斯Magnaboss
由三人合體形成的合體戰士。

### 狂派機甲部隊/破壞金剛
新破壊大帝格威龍
身高5公尺。設定上是格威龍復活後的外觀。具有負數種變形型態，可以變形為履帶式鑽洞機，鑽頭同時也是雷射炮；另一種型態為頭部類似鳥喙構造的雙足飛龍。
梅加德姆
格威龍的弟弟，身高4公尺，變形為一輛綠色的M1艾布蘭坦克車，玩具本身是直接將G2版本變形為綠色坦克的密卡登進行再次發售。

個性陰險狡詐，一度為了鞏固自己的地位而將沉睡中的格威龍推入岩漿中，但是反而促成格威龍的甦醒。

見識到多人因為安哥爾摩亞能源強化以及Magnaboss部隊的強大，將自己浸泡在能源中而強化。

強化後為恐龍姿態。自稱，身高15公尺，強化後就沒有人型姿態。

### 其他
旁白：小村哲生
金剛王
配音：子安武人

於本作TV動畫中沒正式登場，但在萊歐柯博文的對話中則是形容他是「傳說中的總司令官」（漫畫：傳說中變身成猩猩的『金剛王』）。

於本作的電影版中，以「燃燒金剛王」(暫譯，)的身分登場

## 主題曲
本作主題曲為全變形金剛系列中，第一個不使用作品中登場的詞語作為歌詞或者歌名的作品，在系列作中堪稱異色。

### 片頭曲
前期片頭曲「GET MY FUTURE」
作曲/作詞/編曲/歌：Cyber Nation Network
後期片頭曲「Super Voyager」
作曲/作詞/編曲/歌：Cyber Nation Network

### 片尾曲
片尾曲
作詞：許瑛子、作曲：石川寛門、編曲：京田誠一、歌：米屋純

## 各集標題
| 話數 | 副標題 | 中文翻譯                 | 劇本                       | 分鏡              | 演出       | 作畫監督            |
| ---- | ------ | ------------------------ | -------------------------- | ----------------- | ---------- | ------------------- |
| 1    |        | 新軍團、登場！           | 武上純希                   | 関田修            | 行田進     | 新井豐              |
| 2    |        | 白色獅子、奔馳吧！       | 武上純希                   | 高山秀樹          | 高山秀樹   | 落合正宗            |
| 3    |        | 大角之怒                 | 大橋志吉                   | 山口美浩          | 山口美浩   | 土屋幹夫 木下勇喜   |
| 4    |        | 湖之陷阱                 | 神戶一彦                   | 小野勝巳          | 小野勝巳   | 菊池城二            |
| 5    |        | 復活、格威龍             | 大橋志吉                   | 橫田和善          | 橫田和善   | 櫻井木實            |
| 6    |        | 古代遺跡的謎團           | 武上純希                   | 高山秀樹          | 高山秀樹   | 金大中              |
| 7    |        | 昆蟲軍團、出現           | 神戶一彥                   | 黒田康弘          | 岡崎幸男   | 布施木和伸          |
| 8    |        | 敵人還是朋友？昆蟲機器人 | 大橋志吉                   | 菊池一仁          | 小野勝巳   | 菊池城二            |
| 9    |        | 最強的軍隊、結成？       | 神戶一彥                   | 菊池一仁          | 山口美浩   | 木下勇喜            |
| 10   |        | 自動車隊、出擊！         | 神戶一彥                   | 菊池一仁          | 高山秀樹   | 棚澤隆              |
| 11   |        | 危險！剪刀男孩           | 大橋志吉                   | 菊池一仁          | 山崎良夫   | 林和男              |
| 12   |        | 格威龍、大暴走           | 武上純希                   | 小野津巳          | 金大中     |                     |
| 13   |        | 狂派、總攻擊！           | 武上純希 大橋志吉 神戶一彥 | 関田修            | 山口美浩   | 土屋幹夫            |
| 14   |        | 合體巨人、崔波達克斯     | 大橋志吉                   | 岡崎幸男          | 岡崎幸男   | 布施木和伸 文彈幻司 |
| 15   |        | 有朝氣的合體部隊         | 神戶一彥                   | 菊池一仁          | 菊池一仁   | 金大中              |
| 16   |        | 恐懼的合體作戰？         | 武上純希                   | 山口美浩          | 山口美浩   | 新井豐 土屋幹夫     |
| 17   |        | 誰是首領？               | 大橋志吉                   | 菊池一仁          | 小野勝巳   | 金大中              |
| 18   |        | 黑色的萊歐柯博文         | 武上純希                   | 高遠和茂          | 濱野裕治   | 林和男              |
| 19   |        | 宇宙海盜海洋金剛         | 武上純希                   | 菊池一仁          | 牧野滋人   | 新井豐 土屋幹夫     |
| 20   |        | 最強戰士是誰？           | 武上純希                   | 関田修            | 山口美浩   | 土屋幹夫            |
| 21   |        | 變形成螃蟹的史庫佛       | 大橋志吉                   | 高遠和茂          | 山崎友正   | 井上和男            |
| 22   |        | 梅加德姆的計略           | 神戶一彥                   | 菊池一仁          | 菊池一仁   | 金大中              |
| 23   |        | 海中的對決               | 武上純希                   | 祐天寺健          | 祐天寺健   | 祝浩司 朴炯仁       |
| 24   |        | 朝向夕陽                 | 大橋志吉                   | 山口美浩 奥田誠治 | 山口美浩   | 新井豐 土屋幹夫     |
| 25   |        | 最後的戰鬥               | 神戶一彥                   | 高遠和茂          | 山口富夫   | 村上勉              |
| 26   |        | 萊歐二世、登場           | 武上純希                   | 奥田誠治          | 御廚恭輔   | 李鐘玄              |
| 27   |        | 新生、梅加德姆           | 武上純希                   | 高遠和茂          | 石崎進     | 牛島勇二            |
| 28   |        | 新兵器、章魚坦克         | 大橋志吉                   | 菊池一仁          | 山内富夫   | 村上勉              |
| 29   |        | 人工行星、涅美西斯       | 武上純希                   | 関田修            | 山口美浩   | 新井豐              |
| 30   |        | 吉格德姆、背叛           | 大橋志吉                   | 祐天寺健          | 糸賀槙太郎 | 朴炯仁              |
| 31   |        | 天王星的末路             | 武上純希                   | 奥田誠治          | 畠山茂樹   | 阿部宗孝            |
| 32   |        | 萊歐柯博文暗殺計畫       | 武上純希                   | 御廚恭輔          | 金玉零     | 金玉零              |
| 33   |        | 安哥爾摩亞凍結大作戰     | 大橋志吉                   | 石崎進            | 石崎進     | 田中三郎            |
| 34   |        | 涅美西斯、飛離           | 武上純希                   | 奥田誠治          | 山内富夫   | 浅沼昭弘            |
| 35   |        | 萊歐二世的反叛！         | 神戶一彥                   | 黒田安廣          | 糸賀槙太郎 | 朴炯仁              |
| 36   |        | 第四行星的使者           | 武上純希                   | 菊池一仁          | 畠山茂樹   | 阿部宗孝            |
| 37   |        | 蓋亞行星的危機           | 武上純希                   | 菊池一仁          | 柳瀬雄之   | 柳瀬雄之            |
| 38   |        | 衝出蓋亞行星的大氣層！   | 大橋志吉                   | 奥田誠治          | 石原慎二郎 | 村上勉              |
| 39   |        | 全體集合、三十九戰士     | 武上純希                   | 山口美浩          | 山口美浩   | 阿部宗孝            |
| 40   |        | 宇宙海盜的復仇           | 神戶一彥                   | 布施木和伸        | 糸賀槙太郎 | 朴炯仁              |
| 41   |        | 涅美西斯、突入           | 武上純希                   | 奥田誠治          | 三泥無成   | 牛島勇二            |
| 42   |        | 傳說！綠之戰士           | 武上純希                   | 菊池一仁          | 柳瀬雄之   | 柳瀬雄之            |
| 43   |        | 再見了！萊歐柯博文       | 武上純希                   | 龜山茂樹          | 龜山茂樹   | 阿部宗孝            |